# 1968年夏季残疾人奥林匹克运动会英国代表团
1968年夏季残疾人奥林匹克运动会英国代表团是英国派出的1968年夏季残疾人奥林匹克运动会代表团。获得29枚金牌、20枚银牌和20枚铜牌。